# Bushido (píseň)
Bushido je singl švédské heavy metalové kapely HammerFall ze studiového alba (r)Evolution. Bushido jako singl vyšlo 18. července 2014. Singl obsahuje skladbu „Bushido“ a zremixovanou skladbu „The Way of the Warrior“ z alba Renegade.
Obal singlu, na kterém je Hector vyobrazen jako samuraj, vytvořil Samwise Didier.

## Skladby
1. Bushido – 4:39
2. The Way of the Warrior (Fredmanova verze) – 4:07

## Sestava
- Joacim Cans – zpěv
- Oscar Dronjak – kytara
- Fredrik Larsson – baskytara
- Pontus Norgren – kytara
- Anders Johansson – bicí